# Giovanni Valcavi
Giovanni Beniamino Valcavi (Desenzano del Garda, 8 marzo 1926 – Varese, 28 aprile 2010) è stato un giurista, dirigente d'azienda e saggista italiano.

## Biografia
Giovanni Beniamino Valcavi si laureò in giurisprudenza nel 1948 presso l'Università Statale di Milano . Divenuto avvocato nel 1952, ha pubblicato saggi di diritto civile e di diritto fallimentare. Nel 1965 venne iscritto nell'albo dei cassazionalisti, inoltre ricoprì ruoli dirigenziali in aziende e istituti bancari.
Fece parte della Giunta Provinciale di Varese e alla morte di Antonio Natali risultò eletto in parlamento nella X Legislatura per il Partito Socialista Italiano. Proclamato senatore il 27 marzo del 1991, lasciò l'incarico 68 giorni dopo perché optò per la presidenza della Banca popolare di Luino e Varese, incompatibile con la carica parlamentare. Dimessosi il 18 giugno 1991, venne sostituito da Bruno Pellegrino.
Nel 1964 viene eletto membro del consiglio di amministrazione della Banca Popolare di Milano, mantenendo l'incarico per quattro mandati fino al 1975. Nel 1966 entrò nel consiglio della Banca Popolare di Luino e Varese, di cui rimase presidente fino al 1996, e dal 1970 al 1976 è stato vice presidente della filiale svizzera della Banca Privata Edmond de Rothschild di Lugano.
Dal 1973 al 1983 è stato amministratore della Guccio Gucci S.p.A.. Ha inoltre fatto parte dei consigli di amministrazione della Cooperativa Farmaceutica di Milano, del Calzaturificio di Varese ed è stato presidente dell'Ospedale di Circolo di Varese dal 1968 al 1974.

## Opere
- Giovanni Valcavi, L'espressione monetaria nella responsabilità civile e altri saggi, Milano, CEDAM, 1994. ISBN 8813180632.
- Giovanni Valcavi, Problemi attuali e prospettive di riforma del processo civile, Milano, CEDAM, 1994. ISBN 8813184557.
- Giovanni Valcavi, La storia della nascita dell'Università a Varese, Settimo Milanese, M&P Editore, 2002.
- Giovanni Valcavi, Ricordi, vita professionale e pubblica per il diritto e per Varese, Gavirate, Nicolini, 2004.
- Giovanni Valcavi, Scritti giuridici scelti, Milano, Gavirate, Nicolini, 2005.